# (807) Ceraskia
(807) Ceraskia ist ein Asteroid des Hauptgürtels, der am 18. April 1915 vom deutschen Astronomen Max Wolf in Heidelberg entdeckt wurde.
Der Asteroid wurde nach dem russischen Astronomen Witold Karlowitsch Zeraski (1849–1925) benannt. Zur Zeit der Benennung war es üblich, Asteroiden weiblich zu benennen, weshalb hier an der alternativen Schreibweise Ceraski ein a angehängt ist.